# Pante Siren
Pante Siren is een bestuurslaag in het regentschap Pidie van de provincie Atjeh, Indonesië. Pante Siren telt 316 inwoners (volkstelling 2010).